# Patrick Champagne
Pour les articles homonymes, voir Champagne.
 (septembre 2021).
Si vous disposez d'ouvrages ou d'articles de référence ou si vous connaissez des sites web de qualité traitant du thème abordé ici, merci de compléter l'article en donnant les références utiles à sa vérifiabilité et en les liant à la section « Notes et références ».
Patrick Champagne, né le 24 janvier 1945 à Paris 14e et mort le 9 décembre 2023 à Levallois-Perret, est un sociologue français, proche de Pierre Bourdieu.

## Biographie
Il est, depuis 1970, membre du Centre de sociologie européenne, chercheur en sociologie à l'INRA depuis 1973, enseignant à l'Université Paris I (Panthéon-Sorbonne), à l'École des hautes études en sciences sociales (EHESS) et à l'Institut d'études politiques de Toulouse.
Ses recherches ont d'abord porté sur la crise de la reproduction de la petite et moyenne paysannerie en France dans les années d'après guerre (1945-2000), crise qui s'est traduite par la forte diminution de la population agricole active et la quasi-disparition de ce groupe social autrefois important démographiquement et politiquement. Ses recherches ont mis notamment l'accent sur le rôle joué par les mécanismes proprement symboliques de la domination sociale (identité sociale dévalorisée du paysan), particulièrement mis en lumière dans une note ethnographique consacrée au comportement des paysans à la plage.
À partir de l'analyse de la grande manifestation des agriculteurs à Paris en 1982 qui visait, entre autres, à « séduire l'opinion publique » citadine, les recherches de Patrick Champagne se sont orientées vers l'analyse des transformations du fonctionnement du champ politique du fait de la diffusion de la pratique des sondages.
Après avoir mené, dans le prolongement des travaux de Pierre Bourdieu, une analyse critique des enquêtes d'opinion réalisées par les instituts de sondages, Patrick Champagne a publié plusieurs articles sur les transformations du champ journalistique et sur les relations plus ou moins conflictuelles que celui-ci entretient avec les autres champs sociaux.
Il a publié de nombreux articles dans la revue Actes de la recherche en sciences sociales et a cofondé l'association de critique des médias Acrimed.
Il meurt le 9 décembre 2023, à Levallois-Perret.

## Ouvrages
- Initiation à la pratique sociologique, en collaboration avec Louis Pinto, Rémi Lenoir, Dominique Merllie, Paris, Dunod, 1989.
- Faire l'opinion. Le nouveau jeu politique, Paris, Éditions de Minuit, 1990.
- Pierre Bourdieu (dir.), La Misère du monde, Paris, Éditions du Seuil, 1993 (collaboration).
- La sociologie, Toulouse, Les essentiels de Milan n°102, 1998.
- L'Héritage refusé. La crise de la reproduction de la paysannerie française (1950-2000), Paris, Le Seuil, 2002.
- Mouvements d'une pensée: Pierre Bourdieu, en collaboration avec Olivier Christin, Paris, Bordas, 2004.
- Pierre Bourdieu, Toulouse, Les essentiels de Milan n°297, 2008.
- La Double Dépendance : Sur le Journalisme, Raisons d'Agir, 2016.